# فابریکا کورونه
فابریکا کورونه (به ایتالیایی: Fabbrica Curone) یک کومونه در ایتالیا است که در استان آلساندریا واقع شده‌است.

## خصوصیات
فابریکا کورونه ۵۳٫۷ کیلومترمربع مساحت و ۸۰۸ نفر جمعیت دارد و ۴۴۰ متر بالاتر از سطح دریا واقع شده‌است.